# Pupil·la
La pupil·la és un orifici en la part central de l'iris per al pas de la llum. Es tracta d'una obertura dilatable i contràctil de color negre amb la funció de regular la il·luminació que li arriba a la retina, a la part posterior de l'ull. Popularment també se l'anomena "la nineta de l'ull". La grandària de la pupil·la està controlada per dos músculs: l'esfínter de la pupil·la la tanca (innervat per fibres parasimpàtiques) i el dilatador de la pupil·la l'obre.

Dilatació de la pupil·la

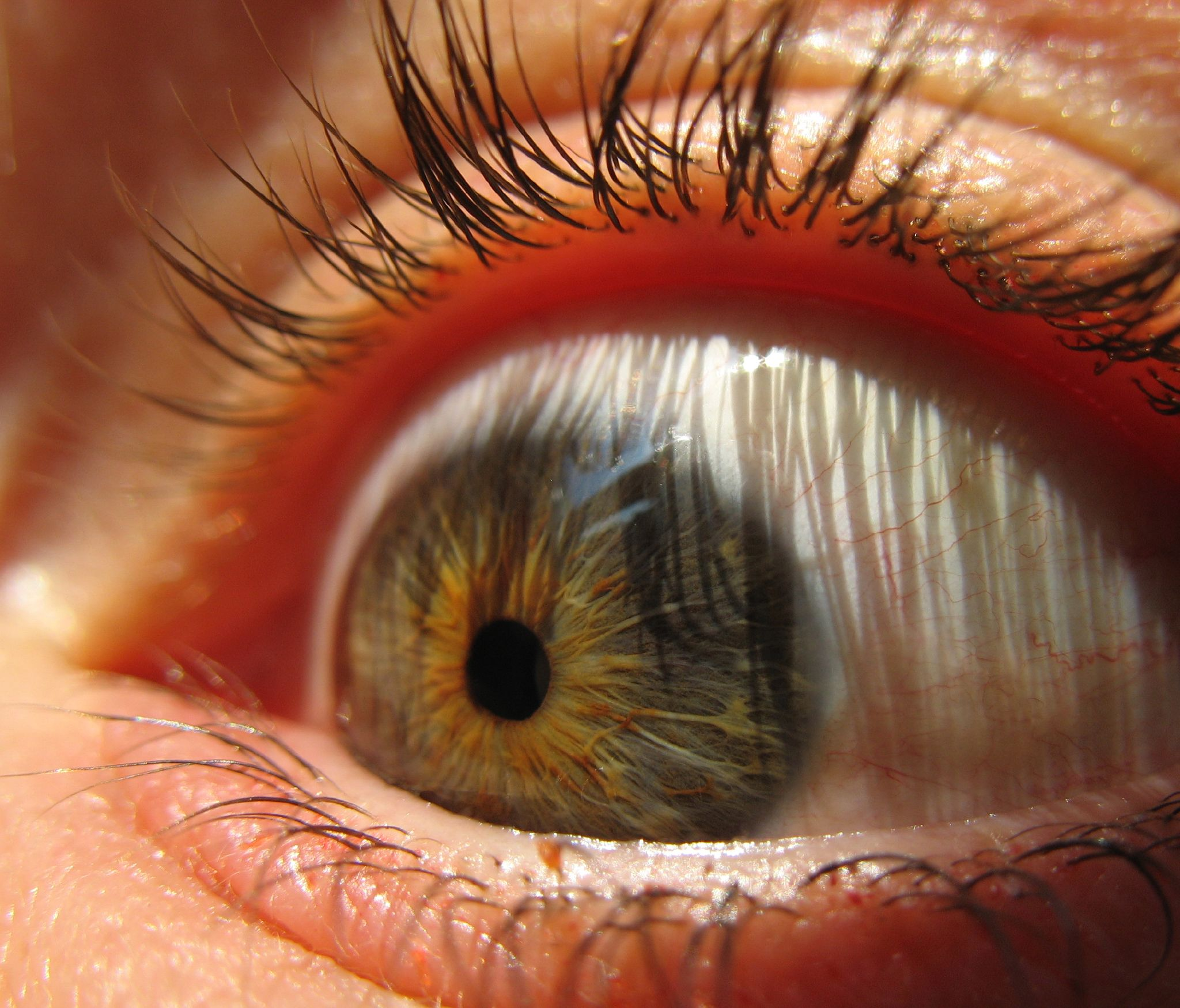
Pupil·la contreta

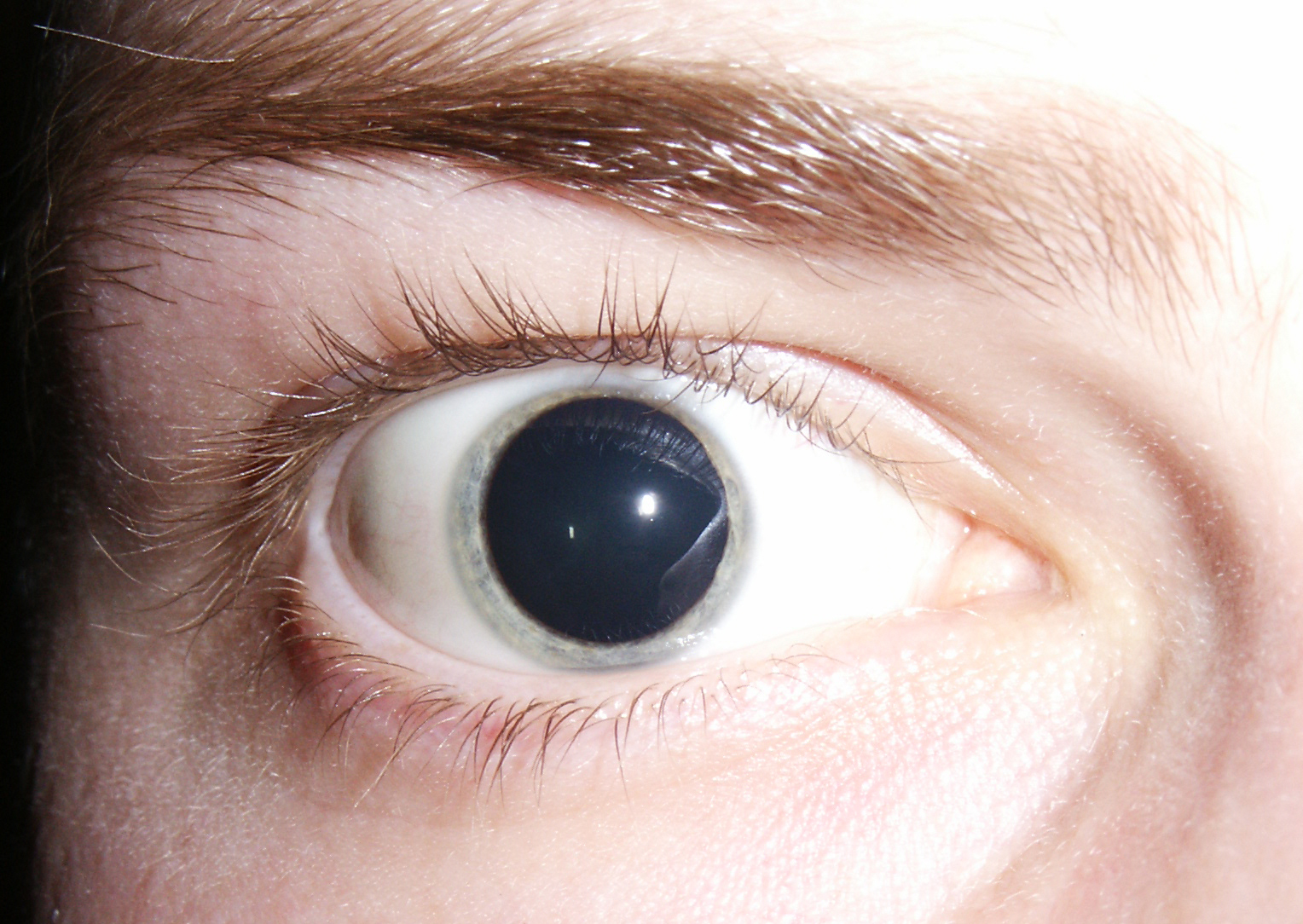
Pupil·la dilatada

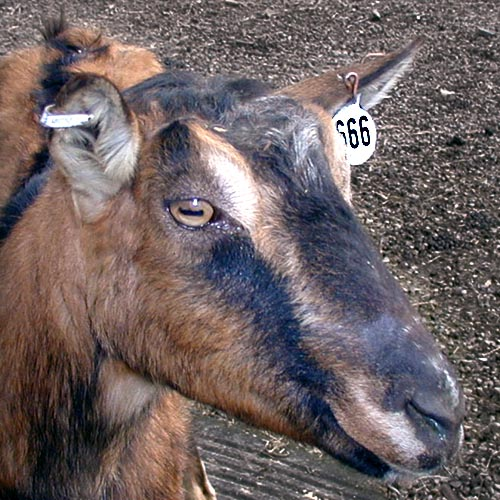
Les pupil·les de les ovelles i les cabres són horitzontals gairebé rectangulars ovalades

## Exploració
El reflex fotomotor de la pupil·la s'examina amb una llanterna durant l'exploració neurològica. Aquest reflex, en què participen els nervis cranials II i III, consisteix en la constricció de la pupil·la com a resposta a la il·luminació. Quan penetra la llum en un ull, les dues pupil·les es constrenyen (reflex consensual) perquè cada retina envia fibres a les cintes òptiques d'ambdós costats. La interrupció de les fibres parasimpàtiques determina una dilatació de la pupil·la per l'efecte desinhibit del múscul dilatador. El primer signe de compressió del nervi oculomotor és un reflex fotomotor lent ipsolateral.